# Prez-vers-Siviriez

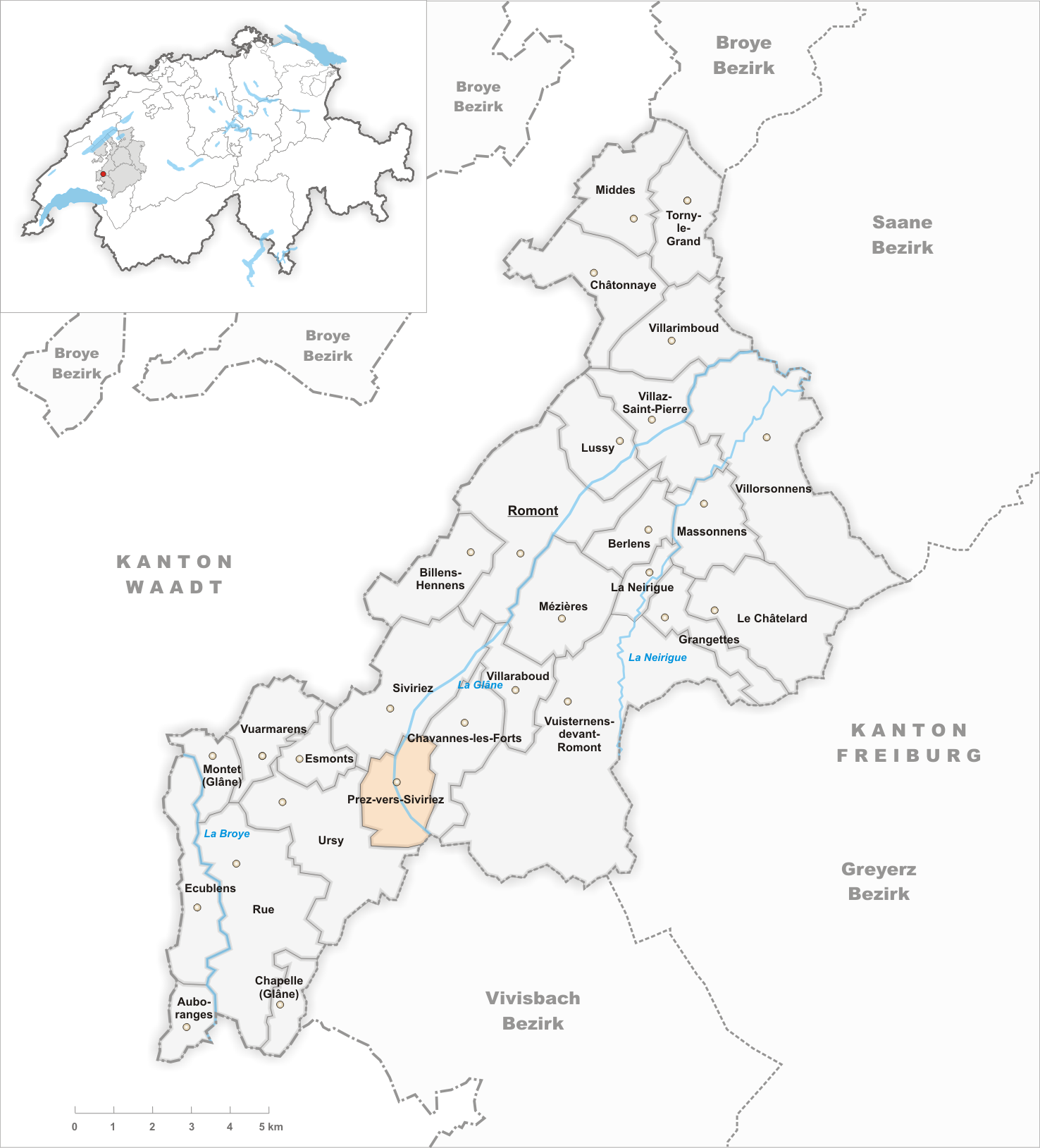
Gemeindestand vor der Fusion am 1. Januar 2004

Prez-vers-Siviriez (Freiburger Patois Pri-vê-Cheveriⓘ) ist eine Ortschaft und früher selbständige politische Gemeinde im Distrikt Glâne des Kantons Freiburg in der Schweiz. Am 1. Januar 2004 wurde Prez-vers-Siviriez nach Siviriez eingemeindet.

## Geographie
Prez-vers-Siviriez liegt auf 764 m ü. M., zwei Kilometer südlich von Siviriez und sieben Kilometer südsüdwestlich des Bezirkshauptortes Romont (Luftlinie). Das Dorf erstreckt sich leicht erhöht am östlichen Talrand der Glâne, im Molassehügelland des südwestlichen Freiburger Mittellandes. Die ehemalige Gemeindefläche betrug rund 4,2 km². Das Gebiet umfasste den obersten Teil des Glânetals mit einer rund 300 m breiten flachen Talebene. Das Tal wird im Westen von den Waldhöhen La Moille (834 m ü. M.) und Sur la Gotta (860 m ü. M.), im Osten von Fin d'Amont (853 m ü. M.) und Bois de Ban (909 m ü. M.) flankiert.

## Bevölkerung
Mit 302 Einwohnern (2002) zählte Prez-vers-Siviriez vor der Fusion zu den kleinen Gemeinden des Kantons Freiburg. Zu Prez-vers-Siviriez gehören einige Hofsiedlungen (darunter Chaussets) und Einzelhöfe.
Einwohnerzahlen: Volkszählungsdaten

## Wirtschaft
Prez-vers-Siviriez war bis in die zweite Hälfte des 20. Jahrhunderts ein vorwiegend durch die Landwirtschaft geprägtes Dorf. Noch heute haben die Milchwirtschaft, die Viehzucht und in geringerem Mass der Ackerbau einen wichtigen Stellenwert in der Erwerbsstruktur der Bevölkerung. Einige weitere Arbeitsplätze sind im lokalen Kleingewerbe (unter anderem in einer elektromechanischen Werkstatt und in einer Schreinerei) und im Dienstleistungssektor vorhanden. In den letzten Jahrzehnten hat sich das Dorf auch zu einer Wohngemeinde entwickelt. Viele Erwerbstätige sind deshalb Wegpendler, die hauptsächlich in der Region Romont arbeiten.

## Verkehr
Das Dorf ist verkehrsmässig recht gut erschlossen, obwohl es abseits der grösseren Durchgangsstrassen liegt. Durch die Buslinie der Transports publics Fribourgeois, die von Romont nach Prez-vers-Siviriez verkehrt, besitzt das Dorf von Montag bis Freitag einen Anschluss an das Netz des öffentlichen Verkehrs.

## Geschichte
Das Gebiet von Prez-vers-Siviriez war schon sehr früh besiedelt, was anhand von Keramikfragmenten aus der Römerzeit belegt werden konnte. Die erste urkundliche Erwähnung des Ortes erfolgte im 12. Jahrhundert unter dem Namen Praels. Später erschienen die Bezeichnungen Preez (1227), Preeaux (1228) und Prelz (1469). Der Ortsname geht auf das lateinische Wort pratellum (kleine Wiese) zurück.
Seit seiner ersten Nennung gehörte Prez-vers-Siviriez zur Herrschaft Rue und teilte in der Folge deren Schicksal. Als die Berner 1536 das Waadtland eroberten, kam das Dorf unter die Herrschaft von Freiburg und wurde der Vogtei Rue zugeordnet. Nach dem Zusammenbruch des Ancien Régime (1798) gehörte Prez-vers-Siviriez während der Helvetik und der darauf folgenden Zeit zum Bezirk Rue und wurde 1848 in den Bezirk Glâne eingegliedert. Nachdem sich die Dorfbewohner mit einer Ja-Mehrheit von 81 % für die Gemeindefusion ausgesprochen hatten, wurde Prez-vers-Siviriez zusammen mit Chavannes-les-Forts und Villaraboud am 1. Januar 2004 nach Siviriez eingemeindet.

## Sehenswürdigkeiten
Die Kapelle Sainte-Croix wurde 1770 erbaut. Prez-vers-Siviriez gehörte stets zur Pfarrei Siviriez. Im Ort sind einige charakteristische Bauernhäuser aus dem 18. und 19. Jahrhundert erhalten.